# Pout
Pout é uma comuna francesa na região administrativa da Nova Aquitânia, no departamento da Gironda. Estende-se por uma área de 3,95 km². Em 2010 a comuna tinha 618 habitantes (densidade: 156,5 hab./km²).